# Zatory (gmina)
Pour les articles homonymes, voir Zatory.
Zatory est une gmina rurale (gmina wiejska) de la powiat de Pułtusk, dans la Voïvodie de Mazovie, dans le centre-est de la Pologne.
Son siège administratif (chef-lieu) est le village de Zatory, qui se situe environ 13 kilomètres au sud-est de Pułtusk (siège de la powiat) et 45 kilomètres au nord de Varsovie (capitale de la Pologne).
La gmina couvre une superficie de 121,62 km2 pour une population de 4 750 habitants en 2006.

## Histoire
De 1975 à 1998, la gmina est attachée administrativement à la voïvodie d'Ostrołęka.

Depuis 1999, elle fait partie de la voïvodie de Mazovie.

## Géographie
La gmina inclut les villages et localités de :

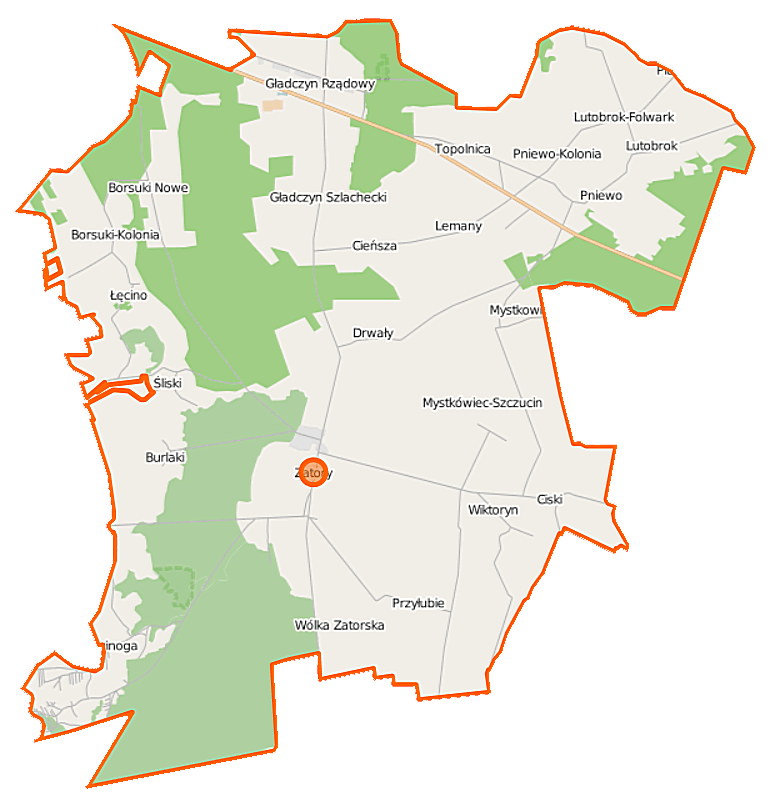
Plan de la gmina

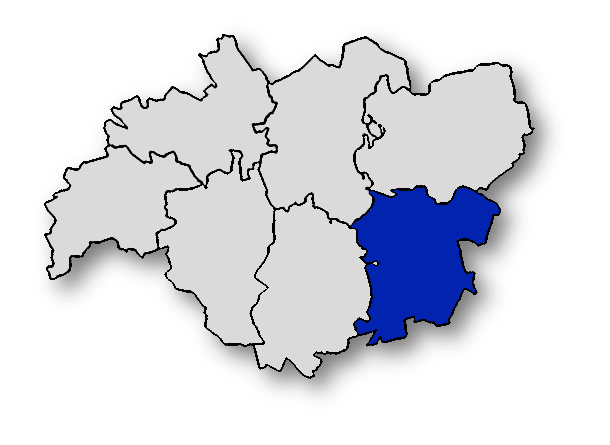
Localisation de la gmina dans la powiat

- Borsuki-Kolonia
- Burlaki
- Cieńsza
- Ciski
- Dębiny
- Drwały
- Gładczyn
- Gładczyn Rządowy
- Gładczyn Szlachecki
- Kępa Zatorska
- Kruczy Borek
- Łęcino
- Lemany
- Lutobrok
- Lutobrok-Folwark
- Malwinowo
- Mierzęcin
- Mystkowiec-Kalinówka
- Mystkowiec-Szczucin
- Nowe Borsuki
- Pniewo
- Pniewo-Kolonia
- Przyłubie
- Śliski
- Stawinoga
- Topolnica
- Wiktoryn
- Wólka Zatorska
- Zatory

### Gminy voisines
La gmina de Zatory est voisine des gminy suivantes :
- Obryte
- Pokrzywnica
- Pułtusk
- Rząśnik
- Serock
- Somianka

## Structure du terrain
D'après les données de 2002, la superficie de la commune de Zatory est de 121,62 km2, répartis comme telle :
- Terres agricoles: 60 %
- Forêts: 32 %

La commune représente 14,68 % de la superficie du powiat.

## Démographie
Données du 30 juin 2004 :
| Description        | Total  | Total | Femmes | Femmes | Hommes | Hommes |
| ------------------ | ------ | ----- | ------ | ------ | ------ | ------ |
| Unité              | Nombre | %     | Nombre | %      | Nombre | %      |
| Population         | 4 786  | 100   | 2 385  | 49,8   | 2 401  | 50,2   |
| Densité (hab./km²) | 39,4   | 39,4  | 19,6   | 19,6   | 19,7   | 19,7   |